# دون‌چال
دونچال، روستایی است از توابع بخش گیل‌خوران شهرستان جویبار در استان مازندران ایران.

## جمعیت دونچال
این روستا در دهستان چپکرود قرار داشته و براساس آخرین سرشماری مرکز آمار ایران که در سال ۱۳۹۳ صورت گرفته، جمعیت آن ۲۸۰۰ نفر (۸۳۳خانوار) می باشد.